# نيكوديموس بابافاسيليو
نيكوديموس بابافاسيليو (مواليد 31 أغسطس 1970) هو مدير كرة قدم قبرصي ولاعب خط وسط دولي سابق. يشغل حاليًا منصب مديرفني نادي المحلة في الدوري المصري الممتاز، وهو أول لاعب قبرصي يلعب في الدوري الإنجليزي الممتاز.

## روابط خارجية
- نيكوديموس بابافاسيليو على موقع قاعدة بيانات كرة القدم.إي يو (الإنجليزية)
- نيكوديموس بابافاسيليو على موقع ناشيونال فوتبول تيمز (الإنجليزية)
- نيكوديموس بابافاسيليو على موقع عالم كرة القدم.نت (الإنجليزية)